# Andreas Vindheim
Andreas Vindheim (Bergen, 1995. augusztus 4. –) norvég válogatott labdarúgó, a cseh Sparta Praha hátvédje.

## Pályafutása

### Klubcsapatokban
Vindheim a norvégiai Bergen városában született. Az ifjúsági pályafutását a helyi Brann akadémiájánál kezdte.
2014-ben mutatkozott be a Brann első osztályban szereplő felnőtt keretében. 2015-ben a svéd Malmöhöz igazolt. 2019. július 1-jén szerződést kötött a cseh első osztályban érdekelt Sparta Praha együttesével. Először a 2019. október 5-ei, Karviná ellen 4–0-ra megnyert mérkőzés 80. percében, Adam Hložek cseréjeként lépett pályára. Első gólját 2019. november 3-án, a Opava ellen idegenben 1–0-ás győzelemmel végződő találkozón szerezte meg. 2022 és 2023 között a német Schalke 04 és a norvég Lillestrøm csapatát erősítette kölcsönben.

### A válogatottban
Vindheim az U18-as, az U19-es és az U21-es korosztályú válogatottakban is képviselte Norvégiát.
2020-ban debütált a felnőtt válogatottban. Először a 2020. november 18-ai, Ausztria ellen 1–1-es döntetlennel zárult Nemzetek Ligája-mérkőzés 86. percében, Jørgen Strand Larsent váltva lépett pályára.

## Statisztikák
2023. május 29. szerint
| Klub                    | Szezon   | Osztály            | Bajnokság | Bajnokság | Kupa  | Kupa | Nemzetközi | Nemzetközi | Összesen | Összesen |
| Klub                    | Szezon   | Osztály            | Meccs     | Gól       | Meccs | Gól  | Meccs      | Gól        | Meccs    | Gól      |
| ----------------------- | -------- | ------------------ | --------- | --------- | ----- | ---- | ---------- | ---------- | -------- | -------- |
| Brann                   | 2014     | Tippeligaen        | 23        | 2         | 1     | 0    | —          | —          | 24       | 2        |
| Malmö                   | 2015     | Allsvenskan        | 10        | 0         | 0     | 0    | 1          | 0          | 11       | 0        |
| Malmö                   | 2016     | Allsvenskan        | 6         | 0         | 0     | 0    | —          | —          | 6        | 0        |
| Malmö                   | 2017     | Allsvenskan        | 19        | 1         | 0     | 0    | —          | —          | 19       | 1        |
| Malmö                   | 2018     | Allsvenskan        | 10        | 1         | 4     | 0    | 13         | 1          | 27       | 2        |
| Malmö                   | 2019     | Allsvenskan        | 10        | 0         | 1     | 0    | —          | —          | 11       | 0        |
| Malmö                   | Összesen | Összesen           | 55        | 2         | 5     | 0    | 14         | 1          | 74       | 3        |
| Sparta Praha            | 2019–20  | Czech First League | 21        | 2         | 4     | 0    | —          | —          | 25       | 2        |
| Sparta Praha            | 2020–21  | Czech First League | 17        | 1         | 5     | 0    | —          | —          | 22       | 1        |
| Sparta Praha            | 2021–22  | Czech First League | 6         | 0         | 2     | 0    | 5          | 0          | 13       | 0        |
| Sparta Praha            | Összesen | Összesen           | 44        | 3         | 11    | 0    | 5          | 0          | 60       | 3        |
| Schalke 04 (kölcsönben) | 2021–22  | 2. Bundesliga      | 7         | 1         | 0     | 0    | —          | —          | 7        | 1        |
| Lillestrøm (kölcsönben) | 2023     | Eliteserien        | 1         | 0         | 2     | 0    | —          | —          | 3        | 0        |
| Összesen                | Összesen | Összesen           | 130       | 8         | 14    | 0    | 24         | 1          | 168      | 9        |

### A válogatottban
| Válogatott | Év       | Pályára lépés | Gól |
| ---------- | -------- | ------------- | --- |
| Norvégia   | 2020     | 1             | 0   |
| Összesen   | Összesen | 1             | 0   |

## Sikerei, díjai
Malmö
- Allsvenskan
  - Bajnok (2): 2016, 2017

- Svéd Kupa
  - Döntős (2): 2015–16 2017–18

Sparta Praha
- Cseh Kupa
  - Győztes (1): 2019–20

Schalke 04
- 2. Bundesliga
  - Feljutó (1): 2021–22

Lillestrøm
- Norvég Kupa
  - Döntős (1): 2022–23